# Одноглазость

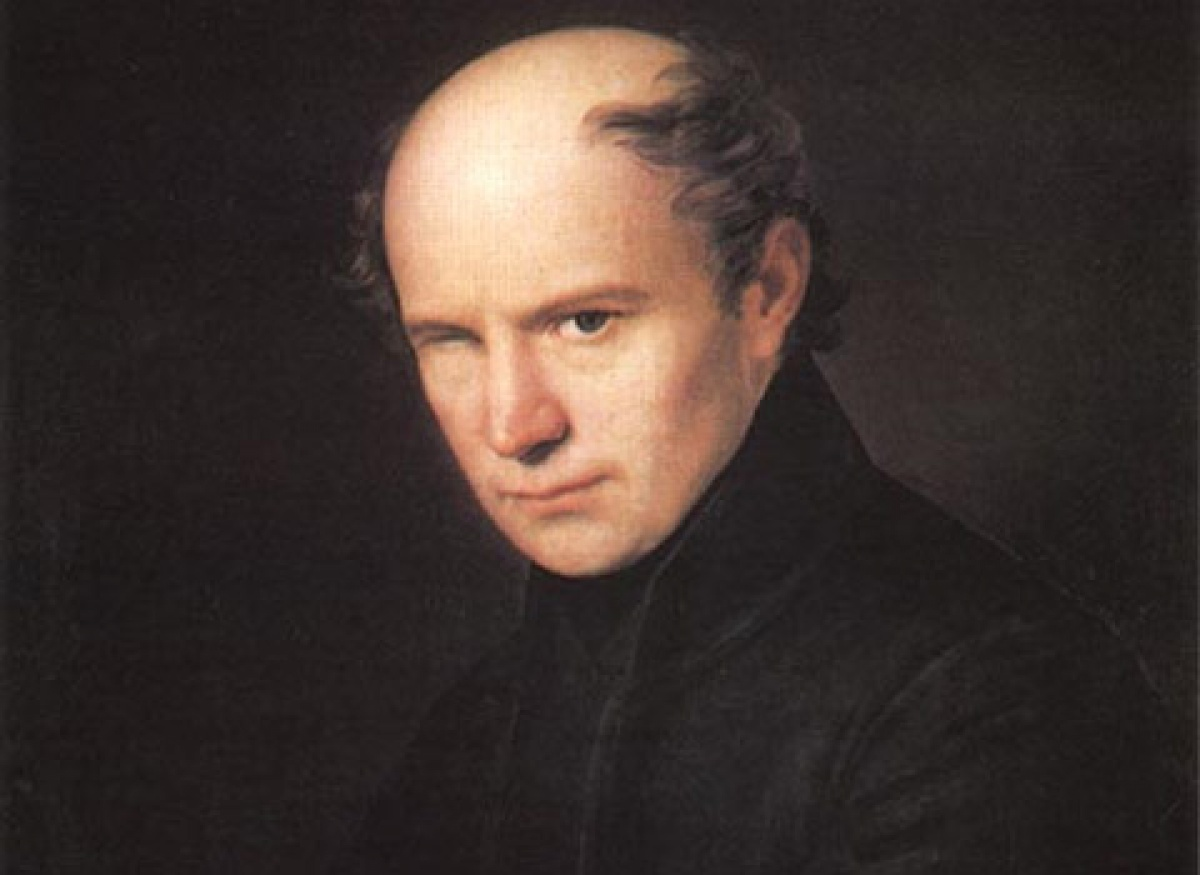
Выдающийся венгерский писатель Ференц Кёльчеи

Одноглазость или Одноглазие — физический недостаток людей и животных, выражающийся в наличии и работоспособности только одного глаза при обычных для данного вида двух или нескольких.

## Медицинский аспект
Одноглазость бывает как врождённой, так и приобретённой травматическим, функциональным или органическим путём. Для защиты повреждённого глаза используется глазная повязка (см. Десмургия). Со времён Персии и Египта известны глазные протезы, имеющиё в первую очередь эстетическое назначение. Обычно они изготавливались из стекла, некоторых минералов, битумной пасты. Амбруаз Паре в XVI веке значительно усовершенствовал технологию создания протезов. В наше время они делаются из искусственных материалов, таких как полиэтилен, органическое стекло и криолитовое стекло. В особых случаях в них вставляются разные устройства, например, видеокамеры.

## Одноглазость в мифологии
Подобно другим физическим недостаткам, одноглазость воспринималась как неправильность (в ряде языков одноглазый именуется «кривым», «изогнутым») и даже причастность к потустороннему миру. В европейской мифологии одноглазыми были циклопы, аримаспы, Один, некоторые фоморы, в восточной — Итимэ-кодзо, в финно-угорской — Таргылтыш, в славянской — Лихо Одноглазое, Верлиока. Согласно былине, Илья Муромец прострелил глаз Соловью разбойнику.

## Одноглазые знаменитости
Военные деятели: Антигон Одноглазый, Ганнибал Барка, Оливье де Клиссон, Байсангур Бенойский, Сабуро Сакаи, Моше Даян, Клаус Шенк фон Штауффенберг, Ногай
Политики: Фридрих Одноглазый, Богдан III Кривой, Леон Гамбетта, Киро Глигоров, Жан-Мари Ле Пен, Хун Сен, Гордон Браун, Мухаммед Омар.
Писатели и философы: Арьядева, Камоэнс, Аркадий Аверченко, Николай Гнедич, Жан-Поль Сартр, Виктор Астафьев, Элис Уокер.
Артисты: Питер Фальк, Джон Форд, Андрей Зибров
Кинооператор: Евгений Федяев
Спортсмены: Гордон Бэнкс, Гельмут Марко.
Получившие травму глаза, но не лишившиеся его: Михаил Кутузов, Горацио Нельсон, Григорий Потёмкин (вопреки распространённым заблуждениям), Александр Беляев.
Одноглазость знаменитостей часто становится поводом для шуток. Так, Пушкин писал о Гнедиче:
Крив был Гнедич поэт, преложитель слепого Гомера,

Боком одним с образцом схож и его перевод.
Пётр Вяземский рассказывает, как Пётр Плетнёв однажды неумышленно задел того же Гнедича, произнеся у него в гостях «Без соли стол кривой».
В 2009 году Джереми Кларксон назвал «одноглазым шотландским идиотом» Г. Брауна, однако вскоре извинился за неуместное упоминание о телесном недостатке.

## В массовой культуре

### В кино
- Главная героиня шведского боевика «Триллер — жестокий фильм» (англ.) — одноглазая проститутка.
- Главный антагонист французского триллера «Страх над городом», Минос носит левый протез глаза, где в фильме его теряет.
- В фильме «Убить Билла» Элли Драйвер, член отряда «Смертоносные гадюки», теряет глаз во время тренировки у Пэй Мэя.
- В фильме «Скафандр и бабочка» изнутри показано зашивание больного глаза парализованному.
- В серии фильмов «Пираты Карибского моря» один из второстепенных персонажей носит глазной протез, который нередко роняет. Впоследствии протез оказывается важным талисманом.
- В фильме «Операция „Валькирия“» главная роль принадлежит графу, полковнику Вермахта и исторической личности национальному герою Германии Клаусу фон Штауффенбергу, который в результате полученного тяжелейшего ранения во время Второй мировой войны потерял левый глаз, правую руку и два пальца на левой руке.
- Персонаж телефильма «Семнадцать мгновений весны» оберштурмбаннфюрер СС Айсман одноглаз и носит повязку. Режиссёр Т. Лиознова придумала эту деталь уже во время съемок, и этим помогла исполнителю роли Л. Куравлёву найти выразительную трактовку образа.
- Протагонист фильмов «Побег из Нью-Йорка» и «Побег из Лос-Анджелеса» Змей Плискин (Курт Рассел) — одноглазый заключённый, бывший лейтенант армии США.
- Один из злодеев телесериала «Ходячие мертвецы», Филипп «Губернатор» Блейк, теряет глаз от удара куском стекла.
- В фильме «Последний киногерой» киллер Бенедикт носит протезы левого глаза, являющиеся также миниатюрными бомбами.
- В фильме «Kingsman: Золотое кольцо» агент Галахад (Колин Фёрт) чудесным образом пережил выстрел в голову, но потерял глаз.

### В литературе
- В «сказке» Ивана Дмитриева «Модная жена» неверная супруга рассказывает одноглазому мужу сон, в котором он якобы выздоровел. Она закрывает ему здоровый глаз, как будто желая проверить сон; в это время её любовник уходит.
- В романе Агаты Кристи «Мисс Марпл в Вест-Индии» серьёзной уликой оказывается одноглазость одного из потерпевших.
- Грозный Глаз Грюм (персонаж Джоан Роулинг).
- Игорь Иртеньев, «Уронил я в унитаз…».
- Берсерк (манга) в ходе некого "Затмения" Гатс теряет правый глаз и левую руку.

### В музыке
- Песня «One-eyed cat» группы Shark Soup.
- Песня «One-eyed cloud» группы The Weird Weeds.
- В видеоклипе группы Rammstein «Ich will» персонаж Кристофа Шнайдера одноглаз.
- Певец Мэрилин Мэнсон коллекционирует в числе других протезов и стеклянные глаза. Также он имитирует незрячесть одного из собственных глаз[7].

### В играх
- GLaDOS одноглазый суперкомпьютер.
- Биг Босс потерял глаз во время пыток, находясь в плену.
- Тавиш ДеГрут, подрывник из Team Fortress 2, потерял глаз, прочитав магическую книгу Бомбономикон.

## Метафора
- Англоязычные картёжники называют одноглазыми валетов червей и пик, традиционно изображаемых в профиль (отсюда название фильма «Одноглазые валеты»).
- В американском просторечии пенис эвфемистически именуется «одноглазой змеёй»[8].
- Джордж Сорос вспоминал, что одно время правил на рынке ценных бумаг, «как одноглазый король среди слепых»[9] («В царстве слепых одноглазый — король» — персидская пословица).

## Разное
- Нострадамус однажды предсказал, что Францией будет править одноглазый король. Вскоре после этого Генрих II потерял глаз на поединке и через несколько недель умер[источник не указан 2511 дней].